# Namensparameter
Ein Namensparameter (englisch call by name) ist ein Parameter eines Unterprogramms in Programmiersprachen, der nicht bei seiner Übergabe, sondern erst bei seiner Benutzung, entsprechend der Signatur des Aktualparameters berechnet wird. Dies wurde vor allem in der Programmiersprache COBOL, daneben auch in ALGOL 60 genutzt, ist jedoch in modernen Sprachen unüblich.
Zur Einordnung: In Fortran gibt es ausschließlich Referenzparameter, in C und Java nur  Wertparameter, in C++ gibt es beides. Namensparameter existieren – mit Ausnahme von Präprozessor-Makros in C und C++, deren Argumente Namensparameter sind – in keiner dieser Sprachen.
Namensparameter ermöglichen sowohl die Übergabe als auch Rückgabe von Werten.

## Ein einfaches Beispiel
```
A[1] := 10
A[2] := 20
i := 1
x := Funkt (A[i], i)

FUNCTION Funkt (a, i) : Real
  i := i+1
  RETURN a
END
```

x wird der Wert 20 zugewiesen. Im Werteparameter-Fall wäre x dagegen 10, ebenso bei Referenzparametern.

## Ein angewandtes Beispiel in ALGOL 60
Als Beispiel soll die Simpsonsche Näherungsformel zur Integralberechnung dienen. Ein Flächenintegral 
{\displaystyle y=f(x)}
{\displaystyle F=\int _{a}^{b}{ydx}}
kann in n Streifen der Breite h zerlegt werden. Dann lautet die hier verwendete Näherung:
{\displaystyle h=(b-a)/n}
{\displaystyle y_{i}=f(x_{i})\quad \quad mit\quad x_{i}=a+h\cdot i,\quad i=0\dots n}
{\displaystyle F\approx {\frac {h}{3}}(y_{0}+y_{n}+4(y_{1}+y_{3}+\cdots y_{n-1})+2(y_{2}+y_{4}+\cdots +y_{n-2}))}
In Algol 60 wird dies folgendermaßen umgesetzt (das Beispiel ist nicht optimal, sondern eine möglichst genaue Umsetzung der Definition):
```
 1 'REAL' 'PROCEDURE' SIMPSON(A,B,F,X,N);
 2    'REAL' A, B, X;
 3    'INTEGER' N;
 4    'REAL' 'PROCEDURE' F;
 5 'BEGIN'
 6    'INTEGER' I;
 7    'REAL' H, S1, S2;
 8 
   'ARRAY' Y[0:N];
 
 9    H := (B-A)/N;
10    'FOR' I:=0 'STEP' 1 'UNTIL' N 'DO' 
11       'BEGIN'  
12 
         X:=A+H*I;

13 
         Y[I]:=F;

14       'END';
15    S1 := S2 := 0;
16    'FOR' I:=1 'STEP' 2 'UNTIL' N-1 'DO' S1:=S1+Y[I];
17    'FOR' I:=2 'STEP' 2 'UNTIL' N-2 'DO' S2:=S2+Y[I];
18    SIMPSON:=H/3*(Y[0]+Y[N]+4*S1+2*S2);
19 'END'
```

Alle Parameter sind hier Namensparameter. Davon wird bei den Parametern X und F besonders Gebrauch gemacht (Zeilen 12 und 13). In Zeile 8 wird ein dynamisches Feld deklariert. Das Integral
{\displaystyle y=\int _{0}^{1}{\sin(k)}dk}
wird näherungsweise (n=20) berechnet mittels
```
 Y:=SIMPSON(0,1,SIN(K),K,20);
```

Im Unterprogramm SIMPSON wird hier F durch SIN(K) und X durch K ersetzt.
Es sind auch Doppelintegrale möglich: 
Das bestimmte Integral
{\displaystyle z=\int _{0}^{1}{\int _{-1}^{1}{e^{\sqrt {x^{2}+y^{2}}}dy}\,dx}}
kann näherungsweise mit 
```
 Z:=SIMPSON(0,1,SIMPSON(-1,1,EXP(SQRT(X 'POWER' 2+Y 'POWER' 2)),Y,20),X,20);
```

berechnet werden. Dies ist weder mit Referenzparametern, Wertparametern noch mit einfachen C-Makros in dieser Form realisierbar.